# تأثير مالتر
سُمي تأثير مالتر نسبة إلى لويس مالتر، الذي وصف التأثير لأول مرة. وبعد التعرض للإشعاع المؤين (مثل الإلكترونات والأيونات والأشعة السينية والأشعة فوق البنفسجية المتطرفة والأشعة فوق البنفسجية الفراغية)، ينتج عن انبعاث ثانوي للإلكترون من سطح طبقة عازلة رقيقة تكوين شحنة موجبة على السطح.هذه الشحنة الموجبة تنتج مجال كهربائي عالي في العازل، مما يؤدي إلى انبعاث الإلكترونات عبر السطح. وهذا يميل إلى سحب المزيد من الإلكترونات من أسفل السطح.وفي النهاية تعوض العينة الإلكترونات المفقودة، عن طريق التقاط الإلكترونات الثانوية التي تم جمعها من خلال الحلقة الأرضية.